# Martin Richenhagen

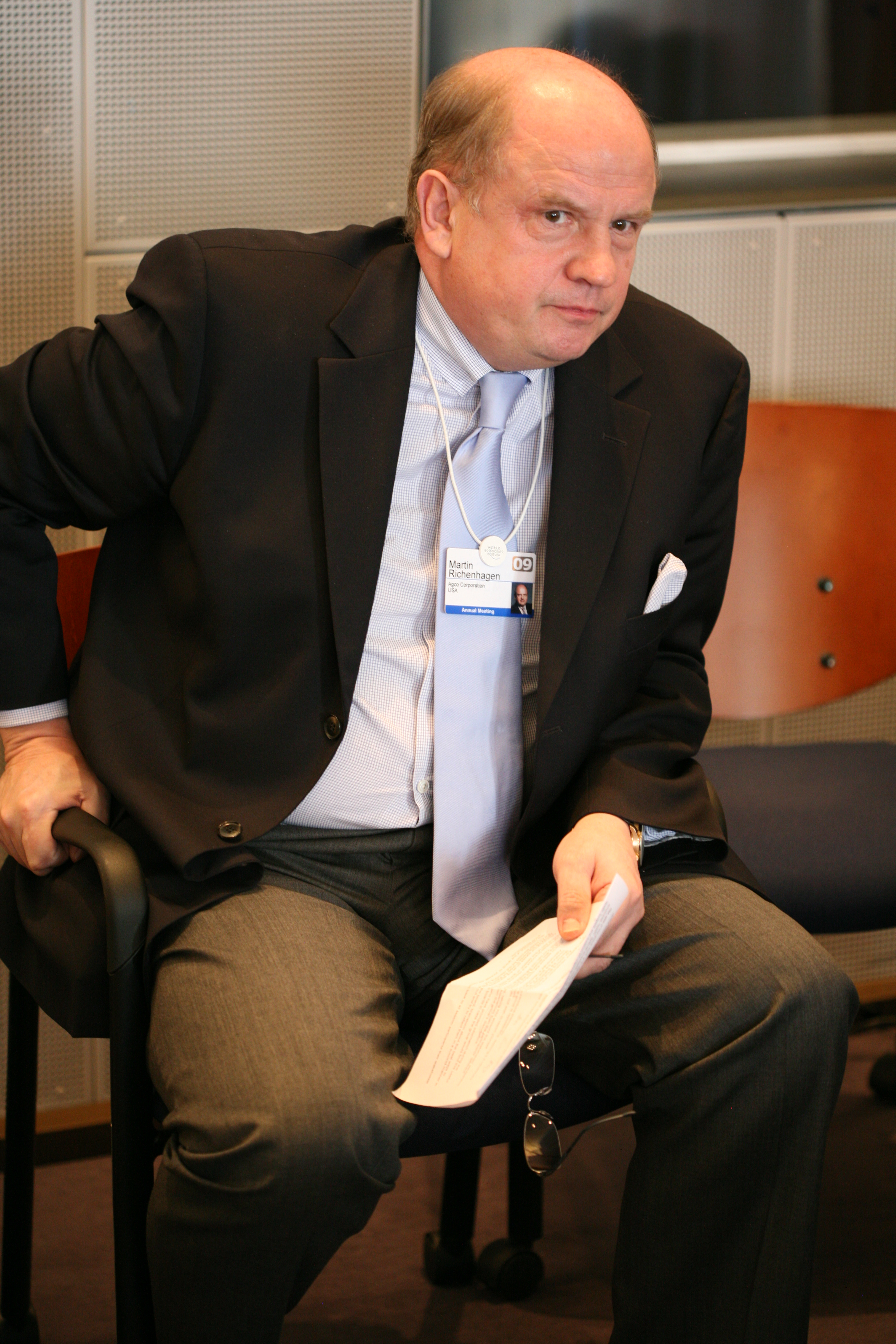
Martin Richenhagen beim Weltwirtschaftsforum 2009 in Davos.

Martin Richenhagen (* 1952 in Köln) ist ein deutsch/US-amerikanischer Manager im Ruhestand. Von 2004 bis 2020 war er CEO der AGCO Corporation. Er lebt in Duluth (Georgia, USA). Seit 2011 besitzt er auch die Staatsbürgerschaft der Vereinigten Staaten.

## Leben
Martin Richenhagen wuchs in einer römisch-katholischen Familie mit vier Geschwistern in der Bruder-Klaus-Siedlung in Köln-Mülheim auf. Der Vater war Volksschullehrer. Richenhagen studierte nach dem Abitur am Hölderlin-Gymnasium in Köln-Mülheim Theologie, Philosophie und Romanistik an der Universität Bonn. Nach Abschluss des Studiums arbeitete er zunächst als Lehrer für katholische Religion und Französisch am Gymnasium der Stadt Frechen.
Nach seiner Verbeamtung als Studienrat entschloss er sich auf Anraten des ehemaligen BDI-Präsidenten Thumann, in die Wirtschaft zu wechseln. Er arbeitete von 1985 bis 1995 bei Hille & Müller Stahl in Düsseldorf, von 1995 bis 1998 als Senior Executive Vice President des Aufzug- und Rolltreppenherstellers Schindler Deutschland Holding GmbH, von 1998 bis 2002 als Geschäftsführer der Claas KGaA mbH, von 2003 bis 2004 als Vorstand der Forbo International SA in der Schweiz und von 2004 bis 2020 bei AGCO, dem weltweit drittgrößten Landmaschinenhersteller.
Im November 2008 wurde Richenhagen zum Chairman von AEM (Association of Equipment Manufacturers), dem US-Verband der Maschinenhersteller, gewählt. Im Dezember 2008 wurde Richenhagen zum Honorarprofessor für Management in der Agrartechnik an der TU Dresden berufen.
Richenhagen ist verheiratet und hat drei Kinder. Er spricht neben Deutsch Englisch, Französisch und Italienisch fließend. Im September 2017 bekam er von Peter Wittig im Namen des Bundespräsidenten das Bundesverdienstkreuz 1. Klasse verliehen.

## Positionen
- 1998 – 2003: Geschäftsführer Claas
- 2004 – 2020: Chief Executive Officer AGCO
- 2007 – 2017: Mitglied des Board of Directors der United States Chamber of Commerce
- 2015 – 2018: Mitglied des Board of Directors Praxair
- 2018 – heute: Mitglied des Board of Directors Linde plc
- 2021 – heute: Aufsichtsrat Daimler Truck
- 2021 – heute: Beiratsmitglied Stihl Holding AG & Co. KG

## Sonstiges
Bei dem AGCO-Tochterunternehmen Fendt wollte Richenhagen das Arbeitssoll für die Produktionsstandorte in Deutschland erhöhen, von 35 auf 38,5 Wochenstunden ohne Ausgleich. Dieses Vorhaben scheiterte am Widerstand der Gewerkschaft IG Metall. Der Streit wurde nach langen Verhandlungen Ende 2008 beigelegt. Der US-Konzern kündigte an, in den nächsten Jahren rund 170 Millionen Euro im Allgäu zu investieren.
Vor der US-Präsidentschaftswahl im November 2012 kritisierte er den Amtsinhaber Barack Obama heftig und warf ihm Versagen in der Wirtschaftspolitik vor.
Im März 2018 trat Richenhagen von seinem Posten als Mitglied eines Beratergremiums des US-Präsidenten (President's Advisory Council on Doing Business in Africa) zurück aus Ärger darüber, wie Trump Außenminister Rex Tillerson entließ.
In einem Interview äußerte er danach, er habe immer gedacht, Trumps Populismus sei nur eine Masche, um die Wahl zu gewinnen. Trump bringe im kleinen Kreis dieselben einfachen Botschaften wie in Medienäußerungen. Er sei ungebildet, ein schlechter Zuhörer und er habe keine Ahnung von Wirtschaft. Trump umgebe sich „mehr und mehr mit Radikalen, Spinnern und Außenseitern.“  Trump sei überhaupt kein Unternehmer. Er habe sein Geld damit verdient, andere Leute über den Tisch zu ziehen.

## Pferdesport

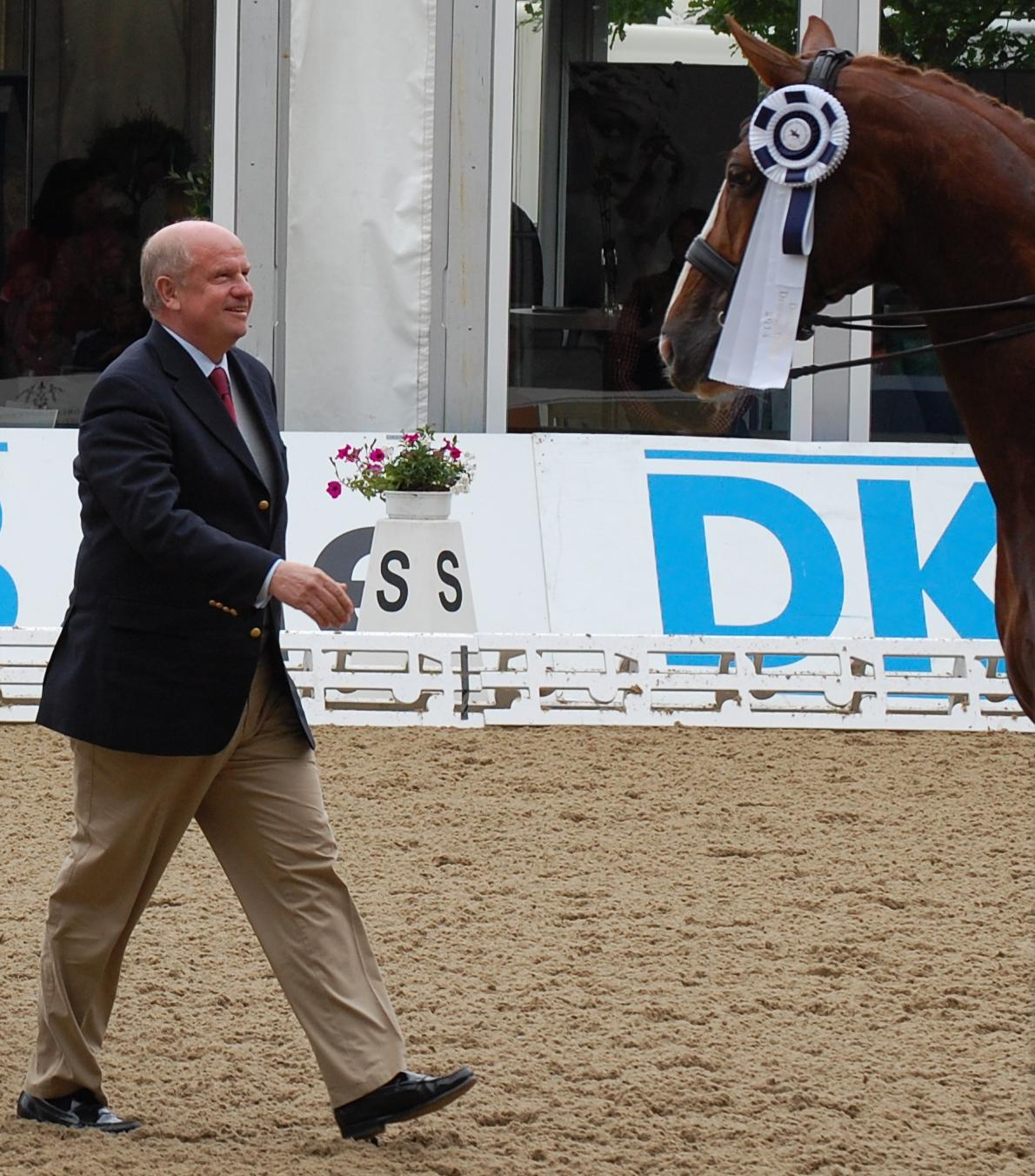
Martin Richenhagen als Dressurrichter bei der Siegerehrung beim Deutschen Dressurderby 2014

Richenhagen war lange Zeit als Dressurreiter aktiv und ritt Dressurprüfungen bis zur schweren Klasse. Im Jahr 2008 war er Equipechef der deutschen Dressurreiter beim CHIO Aachen und bei den olympischen Reitersportwettbewerben in Hongkong. Bis 2014 war er internationaler Dressurrichter auf 4*-Niveau (der zweithöchsten Befähigungsstufe); Anfang 2017 zog er sich endgültig von der Richtertätigkeit zurück.
Im November 2017 wurde bekanntgegeben, dass Richenhagen als Herausgeber der Zeitschrift Reiter Revue International tätig sein wird.
Im Bereich des Studentenreitsports war er Gründungsmitglied des Akademischen Reiterclubs (ARC) Bonn und Cheforganisator der Deutschen Hochschulmeisterschaften Reiten 1978. Von 2006 bis 2010 war er Vorsitzender des Deutschen Akademischen Reiterverbandes. Für seine Verdienste um den deutschen Pferdesport wurde Richenhagen das Reiterkreuz in Silber verliehen.
2024 wurde er bei einer außerordentlichen Mitgliederversammlung zum Präsidenten der Deutschen Reiterlichen Vereinigung (FN) gewählt.

## Veröffentlichung
- Martin Richenhagen, Stefan Merx, Thomas Mersch: Der Amerika-Flüsterer. Mein Weg vom deutschen Religionslehrer zum US-Topmanager. Edel Books, Hamburg 2021, ISBN 978-3-8419-0761-5.